# Kyphosus cornelii
Kyphosus cornelii és una espècie de peix pertanyent a la família dels kifòsids.

## Descripció
- Pot arribar a fer 70 cm de llargària màxima.[3][4]

## Hàbitat
És un peix marí, associat als esculls i de clima subtropical.

## Distribució geogràfica
Es troba a l'Índic oriental: el sud-oest d'Austràlia.

## Observacions
És inofensiu per als humans.